# Юнион (округ, Пенсильвания)
Округ Юнион (англ. Union County) располагается в США, штате Пенсильвания. По состоянию на 2010 год, численность населения составляла 7516 человек. Был основан 22 марта 1813 года.

## География
По данным Бюро переписи США, общая площадь округа равняется 821 км², из которых 821 км² суша и менне 1 км² или 0,12 % это водоёмы.

## Население
По данным переписи населения 2000 года в округе проживает 41 624 жителей в составе 13 178 домашних хозяйств и 9 211 семей. Плотность населения составляет 51,00 человек на км2. На территории округа насчитывается 14 684 жилых строений, при плотности застройки около 18-ти строений на км2. Расовый состав населения: белые — 90,08 %, афроамериканцы — 6,91 %, коренные американцы (индейцы) — 0,16 %, азиаты — 1,06 %, гавайцы — 0,04 %, представители других рас — 0,37 %, представители двух или более рас — 1,37 %. Испаноязычные составляли 3,90 % населения независимо от расы.
В составе 31,10 % из общего числа домашних хозяйств проживают дети в возрасте до 18 лет, 59,90 % домашних хозяйств представляют собой супружеские пары проживающие вместе, 6,90 % домашних хозяйств представляют собой одиноких женщин без супруга, 30,10 % домашних хозяйств не имеют отношения к семьям, 25,30 % домашних хозяйств состоят из одного человека, 11,80 % домашних хозяйств состоят из престарелых (65 лет и старше), проживающих в одиночестве. Средний размер домашнего хозяйства составляет 2,50 человека, и средний размер семьи 3,00 человека.
Возрастной состав округа: 20,10 % моложе 18 лет, 13,90 % от 18 до 24, 30,90 % от 25 до 44, 21,70 % от 45 до 64 и 21,70 % от 65 и старше. Средний возраст жителя округа 36 лет. На каждые 100 женщин приходится 123,90 мужчин. На каждые 100 женщин старше 18 лет приходится 128,50 мужчин.